# Іоана Булке
Іоана Булке (рум. Ioana Bulcă; 7 січня 1936, Подарі, Румунське королівство — 9 липня 2025) — румунська акторка театру і кіно.
Закінчила Національний університет театру і кіно «І. Караджале» у 1957 році.
Лауреат премії Гопо (2008).

## Вибіркова фільмографія
- «Портрет невідомої» (1960)
- «Міхай Хоробрий» (1971)